# Dharmakṣema
Dharmakṣema — connu en chinois sous le nom translittéré de chinois simplifié : 昙无谶 ; chinois traditionnel : 曇無讖 ; pinyin : tán mó chèn) ou le nom chinois de Zhu Fafeng (chinois traditionnel : 竺法豐 ; pinyin : zhú fǎfēng) — né en 385 et décédé en 433, est un moine bouddhiste indien, et un des premiers traducteurs de textes bouddhiques en chinois.

## Éléments de biographie
Il naît dans une famille de brahmanes, originaire d'Inde, et à l'âge de six ans devient le disciple de Dharmayashas, un spécialiste de l'Abhidharma qui se rendra en Chine vers 309-401. Celui-ci est le maître religieux de ce jeune novice.
Dharmakshema est alors un jeune homme éloquent doté d'une intelligence vive, très au fait des affaires monastiques et séculières, et connaissant très bien les grands textes du bouddhisme originel (à vingt ans, il était capable de réciter deux millions de mots des textes bouddhistes). Il se montrait aussi très doué pour jeter des sorts, ce qui lui valut le sobriquet de « Grand maître des sorts divins ».
Il rencontre bientôt un moine nommé Tête Blanche (« Baitou »白頭)) spécialiste en méditation. Ils ont un long débat enflammé, au terme duquel, Dharmaksema se rend aux arguments de Tête Blanche, qui était sans doute un adepte du mahâyâna. Ce moine lui fait découvrir le Mahāyāna Mahāparinirvāṇa Sūtra (ou Sûtra du Nirvana), et lui remet la première partie de ce texte écrite sur des écorces d'arbre. Cette lecture amène Dharmakshema à embrasser le bouddhisme mahâyâna,.
Il quitte alors l'Inde pour se rendre en Asie centrale, dans une partie de l'empire kouchan, et emmène avec lui le Sûtra du nirvana ainsi que d'autres sûtras. Cependant, les habitants sont adeptes du  bouddhisme hînayâna et rejettent les enseignements du mahâyâna, ce qui pousse Dharmaksema à poursuivre son chemin vers Dunhuang, dans l'ouest de la Chine, où il s'installe pour plusieurs années, avant que Juqu Mengxun, souverain de la dynastie des Liang du Nord ne l'invite dans sa capitale, Guzang (姑臧), ou Gansu,.

## Œuvre
Il a traduit en chinois la version sanskrite du Mahāyāna Mahāparinirvāṇa Sūtra (ou Sûtra du Nirvana), un texte écrit sans doute au IIIe siècle, puis largement développé et enrichi au cours du IVe siècle. C'est cette version « finale » qu'il a traduite.
C'est un des plus prolifiques traducteurs des textes bouddhiques indiens vers le chinois.